# NGC 4281
NGC 4281 (również PGC 39801 lub UGC 7389) – galaktyka soczewkowata (S0-a), znajdująca się w gwiazdozbiorze Panny. Odkrył ją William Herschel 17 kwietnia 1786 roku. Należy do Gromady w Pannie.